# Automatyka

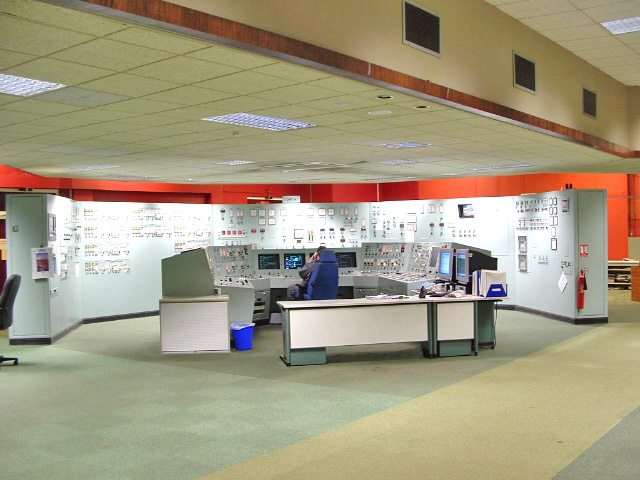
Sterownia elektrowni w Drax (Wielka Brytania)

Automatyka – dziedzina techniki i nauki zajmująca się zagadnieniami sterowania różnorodnymi procesami, głównie technologicznymi i przemysłowymi (zwykle bez udziału lub z ograniczonym udziałem człowieka).
Automatyka nie jest tożsama z automatyzacją, czyli metodami i środkami służącymi do wyeliminowania lub ograniczenia udziału człowieka w różnych czynnościach. Do automatyzacji może się przyczynić nie tylko automatyka, ale i mechanizacja, robotyka czy technika informatyczna.

## Perspektywa historyczna
Historia automatyki może być podzielona na następujące okresy: wczesny okres (do 1900), okres przedklasyczny (1900–1940), okres klasyczny (1935–1960) i okres nowoczesny (po 1955). Urządzenia zawierające mechanizmy sterujące zdarzało się ludziom konstruować nawet w bardzo odległych czasach. Potrzeba konstruowania takich rozwiązań nasiliła się ogromnie wraz z nadejściem rewolucji przemysłowej i dalszym rozwojem techniki na początku XX wieku. Początkowo były to projekty wykonywane głównie w oparciu o doświadczenie i intuicję inżynierską z czasem jednak decydującego znaczenia nabrały analizy teoretyczne, które, choć zapoczątkowano już w XIX wieku, były wcześniej szerzej nieznane. Z czasem wypracowano szereg klasycznych metod projektowania układów regulacji, które od około 1960 były uzupełniane i częściowo wypierane przez nowoczesną teorię sterowania. Nieocenioną podporą matematycznej teorii stała się rozwijająca się równolegle technika komputerowa, na początku analogowa, a następnie cyfrowa.

## Terminologia
Słowa automatyka używa się, mówiąc zarówno o opartej na matematyce teorii sterowania, jak i mając na myśli praktyczne zastosowanie urządzeń służących do pomiarów, kontroli (monitoringu, sygnalizacji) i sterowania (regulacji, uruchomiania blokad i zabezpieczeń).

## Charakterystyka odłamu automatyki

### Teoria sterowania
Teoria sterowania to jedna z gałęzi cybernetyki, zajmuje się analizą i modelowaniem matematycznym obiektów i procesów różnej natury (np. chemicznych, cieplnych, mechanicznych, hydraulicznych, pneumatycznych, elektrycznych).
Stworzony model pozwala na syntezę układu sterowania poprzez wprowadzenie regulatora sterującego danym obiektem lub procesem tak, by ten zachowywał się w pożądany sposób.
Do kluczowych koncepcji w teorii sterowania należą: układ dynamiczny, stabilność układu, sprzężenie zwrotne i kompensacja (korekcja) dynamiczna.
Tam gdzie uwaga kieruje się na dynamikę systemów teoria sterowania ma wiele obszarów wspólnych z teorią układów dynamicznych. Przy uwypuklaniu zagadnień związanych z sygnałami w układach teoria sterowania przechodzi w teorię sygnałów. W przypadku złożonych lub rozległych systemów teoria sterowania nabiera charakteru teorii systemów. Niektóre zagadnienia teoria sterowania współdzieli z badaniami operacyjnymi (np. zagadnienia optymalizacji) i teorią decyzji.
Współczesna teoria sterowania zaadaptowała też szereg metod sztucznej inteligencji (sieci neuronowe, logika rozmyta, algorytmy genetyczne, systemy ekspertowe).
Stosowane są też metody numeryczne, środowiska obliczeniowe takie jak MATLAB (w tym jego pakiet narzędziowy Simulink) lub Mathcad oraz środowiska programistyczne takie jak LabVIEW.
Koncepcje teorii sterowania, które znajdują współcześnie zastosowanie w przemyśle można ująć w trzy grupy:
a) grupa zagadnień związanych z zaawansowanymi metodami sterowania PID: I-PD i dwa stopnie swobody PID, odsprzęganie PID, kompensacja czasu martwego, harmonogramowanie wzmocnienia, automatyczne dostrajanie regulacji PID;
b) grupa metodyk wywodząca się z nowoczesnej teorii sterowania: regulacja LQG, obserwatory, filtr Kalmana, sterowanie predykcyjne (MPC), sterowanie adaptacyjne, sterowanie i analiza z normą H-nieskończoność, sterowanie powtarzalne, sterowanie ślizgowe, dokładna linearyzacja i sterowanie, sterowanie z optymalizacją;
c) grupa metodyk zaliczanych do metod sztucznej inteligencji w tym: sterowanie rozmyte, sterowanie oparte na regułach (systemy ekspertowe), sterowanie wykorzystujące sieci neuronowe.

### Urządzenia i systemy automatyki
Urządzenia automatyki zasadniczo zalicza się do jednej z trzech grup:
- grupy urządzeń pomiarowych
- grupy urządzeń sterujących (regulatorów, sterowników)
- grupy urządzeń wykonawczych.

W praktycznych zastosowaniach automatyki wykorzystywane są różne urządzenia:
- mechaniczne w tym pneumatyczne i hydrauliczne (np. zawory, siłowniki)
- elektryczne i elektromechaniczne (np. silniki elektryczne, elektrozawory, serwomotory, sprzęgła elektromagnetyczne, styczniki)
- elektroniczne – zarówno analogowe, jak i cyfrowe (np. mierniki, czujniki, przetworniki, rejestratory, systemy wizyjne i inne przyrząd pomiarowy, przekaźniki, wzmacniacze, falowniki i inne urządzenia energoelektroniczne, mikroprocesory, mikrokomputery, mikrokontrolery, sterowniki mikroprocesorowe, programowalne sterowniki logiczne, sterowniki CNC, komputery wbudowane lub komputery przemysłowe, sterowniki PAC, wskaźniki, panele operatorskie, inne urządzenia sterownicze)
- złożone systemy (np. CAM, MES, SCADA lub DCS), działające z odpowiednim oprogramowaniem – czasami także bazodanowym – oparte na różnych protokołach komunikacyjnych i przemysłowowych sieciach komputerowych (przewodowych lub radiowo-modemowych).

Taka różnorodność wykorzystywanych urządzeń rzutuje na wysoce interdyscyplinarny, systemowy charakter automatyki jako dyscypliny inżynierii.

## Zastosowania
Z uwagi na zastosowania automatyki mówi się m.in. o:
- automatyce przemysłowej
  - dla przemysłu wydobywczego, mineralnego i metalurgicznego (np. kopalnie, platformy wiertnicze, cementownie, huty, walcownie)
  - dla procesów chemicznych i petrochemicznych (np. zakłady utylizacji odpadów, rafinerie)
  - dla linii produkcyjnych w fabrykach (ang. manufacturing systems) – obszar mocno powiązany z robotyką, mechatroniką i logistyką
  - dla tzw. sieci użyteczności publicznej (ang. utilities)
    - sieci dystrybucji wody, przepompowni, oczyszczalni ścieków, stacji uzdatniania wody
    - gazowni, sieci gazowniczych
    - ciepłowni, sieci ciepłowniczych
    - elektrowni, sieci energetycznych (w tym elektroenergetyczna automatyka zabezpieczeniowa)
    - sieci telekomunikacyjnych (i systemów łączności)
- automatyce budynkowej i domowej
- automatyce środków i systemów transportu (np. automatyka kolei)
  - w tym o automatyce obiektów ruchomych – m.in. pojazdów (zob. też np. system kontroli trakcji, tempomat, adaptacyjny system ruchu, wspomaganie układu kierowniczego), statków wodnych, powietrznych (np. autopiloty, systemy nawigacji, systemy sterowania reakcyjnego) i obiektów autonomicznych
- automatyce systemów wojskowych (np. sterowanie artylerią przeciwlotniczą)
- automatyce systemów biologicznych, medycznych, środowiskowych i rolniczych, w tym  automatyce aparatury medycznej, automatyce systemów irygacyjnych.

Obiekty sterowania w automatyce miewają różną wielkość i złożoność – mogą to być:
- mniejsze urządzenia (np. zbiorniki, pompy, przepustnice, turbiny, silniki, napędy, maszyny, roboty, układy elektryczne lub elektroniczne)
- ale i systemy średniej oraz dużej skali (np. elektrownie, sieci energetyczne, oczyszczalnie ścieków, spalarnie odpadów, stacje uzdatniania wody, przepompownie, sieci dystrybucji wody, linie produkcyjne w fabrykach, hutach; walcownie, cementownie, kopalnie, rafinerie, platformy wiertnicze itd.).

## Dziedziny pokrewne
Dziedziny pokrewne do automatyki to:
- informatyka – Z punktu widzenia automatyki informatyka jest subdyscypliną. Związek informatyki z automatyką wynika z dwóch względów. Po pierwsze komputery wykorzystywane są do matematycznej analizy i syntezy systemów automatyki (czyli do ich projektowania). Po drugie urządzenia i systemy cyfrowe są potrzebne do sterowania rzeczywistymi obiektami i procesami. Na akademickich kursach automatyki nie poświęca się więc zbyt wiele miejsca samej inżynierii oprogramowania czy inżynierii systemów informatycznych – ich analizie, modelowaniu czy projektowaniu. Programowanie, bazy danych, systemy operacyjne, sieci komputerowe omawia się w kontekście możliwości ich wykorzystania w komputerowych systemach automatyki. Z drugiej strony uniwersyteckie kursy informatyki nie ujmują zagadnień związanych z automatyzacją, regulacją (sterowaniem), monitoringiem, niezawodnością i bezpieczeństwem jakie powszechnie występują w przemyśle i różnych dziedzinach inżynierii.
- robotyka
- mechatronika – równie interdyscyplinarna jak automatyka, ale bardziej uwypuklająca zagadnienia związane z inżynierią mechaniczną
- bionika.